# باشگاه والیبال ویوو میناس
باشگاه والیبال ویوو میناس  (به انگلیسی: Minas Tênis Clube) یک باشگاه والیبال مردان حرفه‌ای مستقر در بلو هوریزونته میناس گرایس، برزیل است که در سوپرلیگ والیبال برزیل با نام ویوو میناس حضور دارد. میناس موفق‌ترین تیم باشگاهی برزیل است.
این باشگاه در زمان دورتر توسط خودروساز ایتالیایی فیات حمایت می‌شد و در حال حاضر توسط ویوو میناس حمایت می‌شود.